# Hällefors köping
Denna artikel handlar om den tidigare kommunen Hällefors köping. För orten se Hällefors, för dagens kommun, se Hällefors kommun.
Hällefors köping var en tidigare kommun i Örebro län.

## Administrativ historik
1950 bildades Hällefors köping genom ombildning av Hällefors landskommun som samtidigt upphörde. År 1967 inkorporerades Grythyttans landskommun och området motsvarande den tidigare Hjulsjö landskommun, som från 1952 tillhört Noraskogs landskommun och sedan 1965 Nora stad. År 1971 ombildades köpingen till Hällefors kommun.
Köpingen tillhörde Hällefors församling. 

## Kommunvapen
Blasonering: I fält av silver ett blått, brinnande treberg med röd låga; berget, belagt med en av vågskuror bildad stolpe av silver, är åtföljt till höger av en uppgående måne och till vänster av ett järnmärke, allt blått.
Vapnet fastställdes av Kungl. Maj:t 1942 för den dåvarande landskommunen. Berget kommer från bergslagssigill och tecknen för silver och järn betecknar de metaller som hanterades i bygden. Vapnet övertogs oförändrat av den nya köpingen.

## Geografi
Hällefors köping omfattade den 1 januari 1952 en areal av 454,99 km², varav 405,68 km² land. Efter nymätningar och arealberäkningar färdiga den 1 januari 1960 omfattade köpingen den 1 november 1960 en areal av 458,71 km², varav 406,47 km² land.

### Tätorter i kommunen 1960
| Tätort    | Folkmängd |
| --------- | --------- |
| Hällefors | 6 322     |
| Sikfors   | 249       |

Tätortsgraden i kommunen var den 1 november 1960 83,6 procent.

## Befolkningsutveckling
| Befolkningsutvecklingen i Hällefors köping 1949–1969                                                                         | Befolkningsutvecklingen i Hällefors köping 1949–1969 | Befolkningsutvecklingen i Hällefors köping 1949–1969 | Befolkningsutvecklingen i Hällefors köping 1949–1969 | Befolkningsutvecklingen i Hällefors köping 1949–1969 |
| --- | ---------------------------------------------------- | ---------------------------------------------------- | ---------------------------------------------------- | ---------------------------------------------------- |
| |                                                      |                                                      |                                                      |                                                      |
| År |                                                      |                                                      | Invånare                                             |                                                      |
| 1949 | 1949                                                 |                                                      | 5 911                                                | 5 911                                                |
| 1950 | 1950                                                 |                                                      | 6 001                                                | 6 001                                                |
| 1955 | 1955                                                 |                                                      | 6 195                                                | 6 195                                                |
| 1960 | 1960                                                 |                                                      | 7 919                                                | 7 919                                                |
| 1965 | 1965                                                 |                                                      | 8 730                                                | 8 730                                                |
| 1969 | 1969                                                 |                                                      | 11 715                                               | 11 715                                               |
| Befolkning den 31 december enligt den administrativa indelningen den 1 januari följande år Källa: SCB:s historiska statistik |                                                      |                                                      |                                                      |                                                      |

## Politik

### Mandatfördelning i valen 1950-1966
| 3 | 18 | 3 |  |

| 23 |

| 3 | 17 | 3 | 2 |

| 23 |

| 3 | 17 | 2 | 3 |

| 22 |

| 3 | 18 | 2 | 2 |

| 22 |

| 6 | 24 | 3 | 4 | 3 |

| 34 | 6 |